# Sing My Heart Out
Sing My Heart Out è il secondo album in studio della cantante britannica Sam Bailey, pubblicato nel 2016.

## Tracce
1. Sing My Heart Out – 3:38
2. Echo – 3:20
3. Don't Cry for Me – 3:12
4. Never Again – 3:23
5. Take It Out on the Dancefloor – 3:13
6. Forgive & Forget – 4:26
7. Never Give Up – 3:36
8. No Greater Love – 4:00
9. No Tomorrow – 3:40
10. It Gets Better Every Day – 3:17
11. Sun Above the Clouds – 3:41